# Greg Ray
Greg Ray, född den 3 augusti 1966 i Dallas, Texas, USA är en amerikansk f.d. racerförare.

## Racingkarriär
Efter att ha vunnit Atlantic Championship 1993 blev Ray mästare i Indy Racing League 1999, vilket är hans största merit i karriären. Han vann totalt fem race i IRL under karriären, samt tog pole vid Indianapolis 500 2000. Han ägde även sitt eget team Access Motorsports, men han tvingades lägga ned stallet på grund av sponsorbrist, då han inte lyckats nå några framgångar på banan under slutskedet av sin karriär.